# Sinoxylon malaccanum
Sinoxylon malaccanum är en skalbaggsart som beskrevs av Pierre Lesne 1930. Sinoxylon malaccanum ingår i släktet Sinoxylon och familjen kapuschongbaggar. Inga underarter finns listade i Catalogue of Life.